# ツウ語族
ツウ語族（ツウごぞく、Tuu）またはTaa–ǃKwi語族(Taa–ǃKwiごぞく、Taa–ǃUi, ǃUi–Taa, Kwi)はボツワナと南アフリカ共和国に分布する語族である。含まれる2つの言語の関係性は疑いようがないが、近縁ではない。「Tuu」という名は、それらの言語において「人」を意味する。かつては「コイサン語族」に含まれ、「南コイサン語」と呼ばれていたが、「コイサン語族」は現在では無効となっている。

## 言語
- Taa語群
  - コン語 (方言集合体) - 現在も言語社会が残る唯一の言語。
  - Lower Nossob (2方言, ǀʼAuni と Kuǀhaasi; 消滅)
- ǃKwi語群 (!Ui)
  - ヌン語 (方言集合体; 消滅寸前)
  - カム語 (方言集合体, Nǀuusaa方言を含む; 消滅)
  - ǂUngkue (消滅)
  - ǁXegwi (消滅)
  - ǃGãǃne (消滅)

## 参考
- Güldemann, Tom. (2006). "The San languages of southern Namibia: Linguistic appraisal with special reference to J. G. Krönlein’s N|uusaa data." Anthropological Linguistics, 48(4): 369-395.
- Story, Robert. (1999). "K'u|ha:si Manuscript" (MS collections of the Ki|hazi dialect of Bushman, 1937). Khoisan Forum Working Paper 13. ed. Anthony Traill. Köln: University of Köln. 18-34.